# Центр оборони (Швеція)

Емблема

Центр оборони (швед. Totalförsvarets skyddscentrum) — шведська військова частина, яка використовується в армії, морської піхоти і військово-повітряних сил. Існує в різних формах з 1953 року. Центр захисту локалізується разом з Вестерботенською групою (UG 61) в гарнізоні Умео (також відомий як Уместан), який є казармами, які раніше були використані Вестерботенським полком.

## Історія
Центр веде свій початок від газових техніків, які працювали в шведських збройних силах в 1930 році.
У 1968 році школа отримала нові завдання і назва була змінена на школу захисту (захисну). У 1970 році переїхала до школи разом зі Свеа лейб-гвардії в Кунзанген. З 1 липня 1988 року школа була відокремлена від Свеа лейб-гвардії і отримала нові завдання з акцентом на тотальний захист. З цими організаційними змінами школа змінила назву на Totalförsvarets skyddsskola.
Після цього парламент проголосував за урядовий законопроєкт 1987/88:.112, було вирішено, що школа буде переведена в 1992 році до гарнізону Умео
27 липня 2009 остання партія призовників розпочала свою підготовку. Їх підготовка проходила в компанії SWEA на Totalförsvarets skyddscentrum
Велика частина шведського досвіду CBRN зараз зібралася в Умео, де SkyddC з осені 2008 року є частиною мережі, яка є частиною Європейського CBRNE Центру, в тому числі Шведського агентства оборонних досліджень (про свободу інформації), Університеті Умео, Вестерботенської Ради графства і муніципалітету Умео.

## Ім'я, позначення і з'єднання
| Arméns skyddsskola            | 1953 | – | 1968 |
| Försvarets skyddsskola        | 1968 | – | 1988 |
| Totalförsvarets skyddsskola   | 1988 | – | 2000 |
| Totalförsvarets skyddscentrum | 2000 | – |      |

| SkyddS | 1953 | – | 2000 |
| SkyddC | 2000 | – |      |

| Rosersberg (F) | 1953 | – | 1961 |
| Ulriksdal (F)  | 1961 | – | 1970 |
| Kungsängen (F) | 1970 | – | 1992 |
| Umeå (F)       | 1992 | – |      |